# 유리메기
유리메기(glass catfish) 또는 유령유리메기(ghost glass catfish)는 메기목 메기과에 속하는 투명한 물고기다. 메기목의 특징인 촉수가 입 주위에 나 있으며, 머리, 척추 그리고 머리 뒤쪽으로 쏠려있는 내장 외에는 모두 투명해서 유리와 비슷하다 해서 이런 이름이 붙었다.
K. bicirrhis와 같은 종으로 알려져 있었지만, 1989년 다른 종임이 밝혀졌다. 흔히 관상용으로 판매되고 있는 열대어는 K. bicirrhis가 아니라 K. minor이다.
주로 무리를 짓고 살며 죽고 난다음에는 하얗게 변하는데 그것은 유리메기가 몸을 투명하게 만들기 위해 살아있는 동안 기름을 분비한다는 것을 증명해준다. 다른 메기들과 달리 수면이나 중간쪽에 살기 때문에 몸이 투명하며, 몸이 투명하기 때문에 몸이 보호된다.
유리메기는 식용 생선이다. 어떤 아시안 소스를 만드는 데에 없어서는 안 되는 재료이기도 하다.